# Danny & the Juniors
Danny & the Juniors sono stati una band doo-wop e rock and roll italoamericana nata a Filadelfia, Pennsylvania nel 1955. Originariamente composto da Danny Rapp, Dave White, Frank Maffei e Joe Terranova, sono ampiamente riconosciuti per il loro singolo di successo del 1957 At the Hop.

## Singoli
| Anno | Titolo                                                              | US Hot 100 | US R&B | Etichetta discografica |
| ---- | ------------------------------------------------------------------- | ---------- | ------ | ---------------------- |
| 1957 | "Do the Bop" / "Sometimes"                                          | --         | --     | Singular               |
| 1957 | "At the Hop" / "Sometimes"                                          | --         | --     | Singular 711           |
| 1957 | "At the Hop" / "Sometimes (When I'm All Alone)"                     | 1          | 1      | ABC-Paramount 9871     |
| 1958 | "Rock and Roll Is Here to Stay" / "School Boy Romance"              | 19         | 16     | ABC-Paramount 9888     |
| 1958 | "Dottie" / "In The Meantime"                                        | 39         | --     | ABC-Paramount 9926     |
| 1958 | "A Thief" / "Crazy Cave"                                            | --         | --     | ABC-Paramount 9953     |
| 1958 | "Sassy Fran" / "I Feel So Lonely"                                   | --         | --     | ABC-Paramount 9978     |
| 1959 | "Do You Love Me" / "Somehow I Can't Forget"                         | --         | --     | ABC-Paramount 10004    |
| 1959 | "Playing Hard To Get" / "Of Love"                                   | --         | --     | ABC-Paramount 10052    |
| 1960 | "Twistin' U.S.A." / "A Thousand Miles Away"                         | 27         | --     | Swan 4060              |
| 1960 | "Candy Cane, Sugary Plum" / "Oh Holy Night"                         | --         | --     | Swan 4064              |
| 1961 | "Pony Express" / "Daydreamer"                                       | 60         | --     | Swan 4068              |
| 1961 | "Cha Cha Go Go (Chicago Cha-Cha)" / "Mister Whisper"                | --         | --     | Swan 4072              |
| 1961 | "Back To The Hop" / "The Charleston Fish"                           | 80         | --     | Swan 4082              |
| 1962 | "Twistin' All Night Long" (with Freddy Cannon) / "Some Kind Of Nut" | 68         | --     | Swan 4092              |
| 1962 | "Doin' The Continental Walk" / "(Do The) Mashed Potatoes"           | 93         | --     | Swan 4100              |
| 1962 | "Funny" / "We Got Soul"                                             | --         | --     | Swan 4113              |
| 1962 | "Oo-La-La-Limbo" / "Now And Then"                                   | 99         | --     | Guyden 2076            |
| 1964 | "Sad Girl" / "Let's Go Ski-ing"                                     | --         | --     | Mercury 72240          |
| 1968 | "Rock and Roll Is Here to Stay" / "Sometimes (When I'm All Alone)"  | --         | --     | Luv 252                |
| 1973 | "At the Hop" / "Let the Good Times Roll"                            | --         | --     | Crunch 018001          |
| 1973 | "At the Hop" / "Rock And Roll Is Here To Stay"                      | --         | --     | Roulette               |
| 1980 | "At the Hop" / "Rock And Roll Is Here To Stay"                      | --         | --     | MCA                    |